# La Banda de la Luna Azul
La Banda de la Luna Azul es una banda de rock uruguayo fundada en 1990, con notorias influencias de bandas uruguayas de los años ´70, como Psiglo, Opus Alfa, Días de Blues o Totem.
En los discos de La Banda de la Luna Azul han participado como artistas invitados músicos como Fernando Cabrera, Rafael Antognaza, Tabaré Rivero, José Luis Pérez y Jorge Schellemberg. Y en vivo han tocado junto a Alberto Wolf, Gonzalo Farrugia, Jorge Barral, Pablo Traberzo y la cuerda de tambores de La Jacinta.
En 2005 cerraron en el SESC Pompéia el Festival de Blues Latino de San Pablo (Brasil).
El 27 de junio de 2019 presentaron en el Centro Cultural España de Montevideo su cuarto álbum de estudio: "Mientras el cuerpo aguante", y en 2025 lanzan "El ventarrón" con catorce nuevas canciones grabadas, mezcladas y masterizadas por Santiago KKO Nuñez y Santiago Aguilera. 

## Discografía
- Mientras todos se esconden (Perro Andaluz. 1993)
- Lástima el Marabú ! (Ayuí / Tacuabé ae169cd. 1997)
- Zumbando (Ayuí / Tacuabé ae292cde. 2005)
- Montevideo en Canciones (Ayuí / Tacuabé ae380-381cd. 2013)
- Alma de Murga (Ayuí / Tacuabé. 2015)
- Mientras el cuerpo aguante (2019)
- El ventarrón (2025)

## Miembros
Miembros actuales
- Gustavo Nuñez (1990-presente): voz, guitarra
- Gonzalo "Bola" Nuñez (1990-presente): guitarra, coros
- Fernando "Gallego" González (1990-presente): bajo
- Gonzalo Castro (1994-presente): percusión
- Sebastián Vanegas (2010-presente): teclados, armónica
- Daniel "Loncha" González (2023-presente): batería

Antiguos miembros
- Leo Grasseni - batería (1990-1994)
- Juan Médica † - percusión (1992-1994)
- Martín Kurz † - batería (1995-2009)
- Andrés "Power" Rossi - percusión, coros (2005-2018)

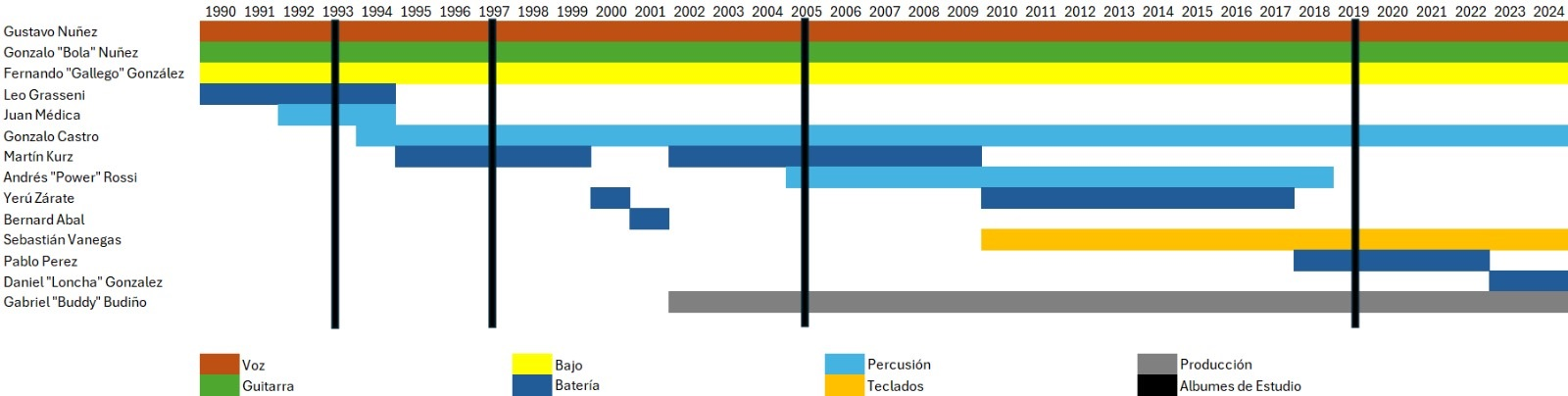
Cronología integrantes de La Banda de la Luna Azul

- Yerú Zárate - batería (2010-2018)
- Pablo Pérez - batería (2018-2022)
- Bernard Abal - batería

Cronología